# Ametralladora vz. 52
La vz. 52 (7,62 mm lehký kulomet vzor 52; Ametralladora ligera modelo 1952 calibre 7,62 mm, en checo) es una ametralladora ligera checoslovaca, desarrollada después de la Segunda Guerra Mundial para el Ejército Popular Checoslovaco.

## Descripción
La vz. 52 fue originalmente llamada ZB 501, siendo diseñada por Václav Holek. Es accionada por los gases del disparo y utiliza un cerrojo oscilante cuyos tetones de acerrojado encajan en el techo del cajón de mecanismos. En general su mecanismo está basado en la ametralladora ligera ZB vz. 26. Tiene un bípode integrado y cañones intercambiables, con un sistema de alimentación diseñado para emplear cintas de balas con eslabones de metal o cargadores extraíbles sin necesidad de modificación alguna.
Inicialmente, la vz. 52 disparaba el cartucho checo 7,62 x 45 vz. 52, pero a mediados de la década de 1950 fue modificada por Jaroslav Myslík para disparar el cartucho estándar del Pacto de Varsovia, el 7,62 x 39, siendo redesignada como vz. 52/57. Ambos modelos fueron reemplazados en servicio entre 1963 y 1964 por la Uk vz. 59.

## Usuarios
- Biafra[3]
- Checoslovaquia
- Cuba[6][7]